# Żuromin (gmina)
Pour les articles homonymes, voir Żuromin.
La gmina Żuromin est un district administratif situé en milieu mixte (urbain-rural) du powiat de Żuromin dans la voïvodie de Mazovie, dans le centre-est de la Pologne.
Son siège administratif (chef-lieu) est la ville de Żuromin, qui se situe environ 121 km au nord-ouest de Varsovie (capitale de la Pologne).
La gmina couvre une superficie de 132,44 km2 pour une population de 14 271 habitants en 2006, dont 8 647 habitants dans la ville de Żuromin et une population dans la partie rurale de la gmina de 5 624 habitants.

## Histoire
De 1975 à 1998, la gmina appartenait administrativement à la voïvodie de Ciechanów (Województwo ciechanowskie).

## Géographie

### Villages
Outre la ville de Żuromin, la gmina comprend les villages de :

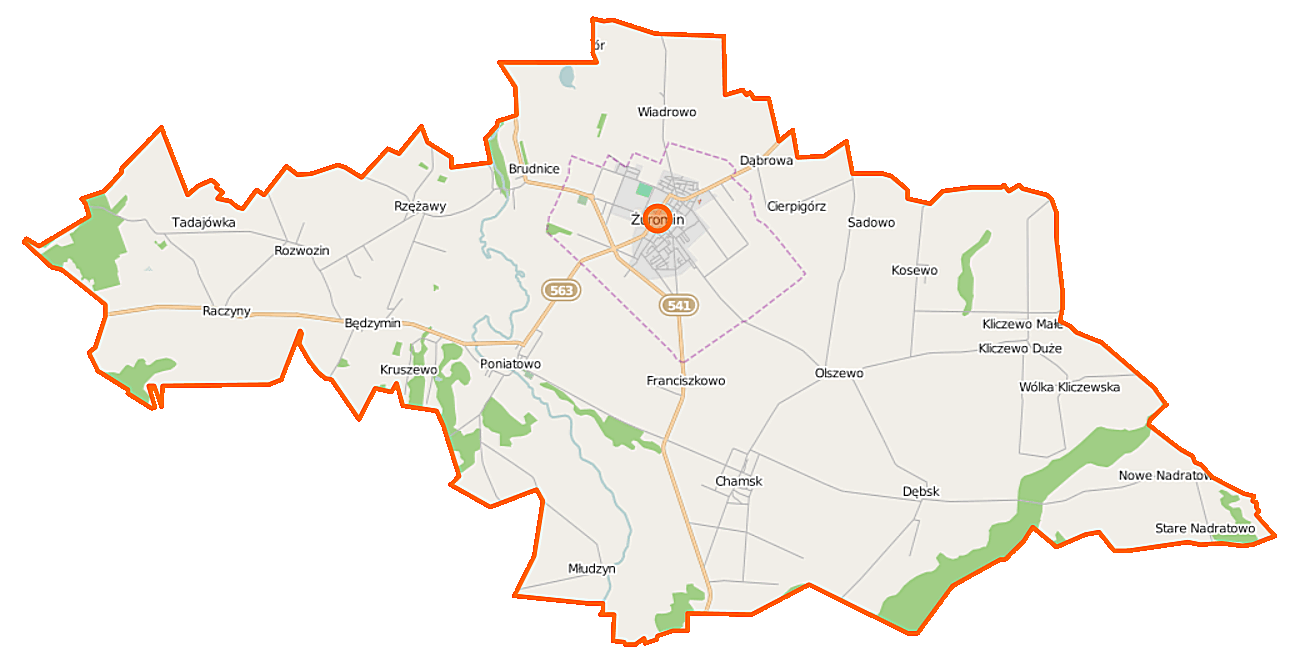
Plan de la gmina

- Będzymin
- Brudnice
- Chamsk
- Cierpigórz
- Dąbrowa
- Dąbrowice
- Dębsk
- Franciszkowo
- Kliczewo Duże
- Kliczewo Małe
- Kosewo
- Kruszewo
- Młudzyn
- Nowe Nadratowo
- Olszewo
- Raczyny
- Rozwozin
- Rzężawy
- Sadowo
- Stare Nadratowo
- Tadajówka
- Wiadrowo
- Wólka Kliczewska

### Gminy voisines
La gmina de Żuromin est bordée des gminy de :
- Bieżuń
- Kuczbork-Osada
- Lubowidz
- Lutocin
- Szreńsk

## Structure du terrain
D'après les données de 2002, la superficie de la commune de Żuromin est de 132,44 km2, répartis comme telle :
- terres agricoles : 84 %
- forêts : 3 %

La commune représente 16,45 % de la superficie du powiat.

## Démographie
Données du 30 juin 2004 :
| Description        | Total  | Total | Femmes | Femmes | Hommes | Hommes |
| ------------------ | ------ | ----- | ------ | ------ | ------ | ------ |
| Unité              | Nombre | %     | Nombre | %      | Nombre | %      |
| Population         | 14 369 | 100   | 7 304  | 50,8   | 7 065  | 49,2   |
| Densité (hab./km²) | 108,5  | 108,5 | 55,1   | 55,1   | 53,3   | 53,3   |